# Кармоландия
Кармоландия (порт. Carmolândia) — муниципалитет в Бразилии, входит в штат Токантинс. Составная часть мезорегиона Западный Токантинс. Входит в экономико-статистический микрорегион Арагуаина. Население составляет  2 316 человек на 2010 год. Занимает площадь 339,405 км². Плотность населения — 6,82 чел./км².

## Демография
Согласно сведениям, собранным в ходе переписи 2010 г. Национальным институтом географии и статистики (IBGE), население муниципалитета составляет:
| Полное население                               | Полное население                               | Полное население                               | Полное население                               | 2 316 |
| ---------------------------------------------- | ---------------------------------------------- | ---------------------------------------------- | ---------------------------------------------- | ----- |
| в том числе:                                   | Городское население                            | 1 824                                          | Процент городского населения, %                | 78,76 |
|                                                | Сельское население                             | 492                                            | Процент сельского населения, %                 | 21,24 |
|                                                | Мужское население                              | 1 206                                          | Процент мужского населения, %                  | 52,07 |
|                                                | Женское население                              | 1 110                                          | Процент женского населения, %                  | 47,93 |
| Плотность населения, чел/км²                   | Плотность населения, чел/км²                   | Плотность населения, чел/км²                   | Плотность населения, чел/км²                   | 6,82  |
| Население муниципалитета в % к населению штата | Население муниципалитета в % к населению штата | Население муниципалитета в % к населению штата | Население муниципалитета в % к населению штата | 0,17  |

По данным оценки 2016 года население муниципалитета составляет 2 507 жителей.

## Статистика
- Валовой внутренний продукт на 2003 составляет 5.689.710,00 реалов (данные: Бразильский институт географии и статистики).
- Валовой внутренний продукт на душу населения на 2003 составляет 2.714,56 реалов (данные: Бразильский институт географии и статистики).
- Индекс развития человеческого потенциала на 2000 составляет 0,631 (данные: Программа развития ООН).

## Важнейшие населенные пункты
| № | Населённый пункт | Населённый пункт (порт.) | Категория | Население чел. (2010) | На карте                       |
| - | ---------------- | ------------------------ | --------- | --------------------- | ------------------------------ |
| 1 | Кармоландия      | Carmolândia              | город     | 1 824                 | 7°02′04″ ю. ш. 48°23′43″ з. д. |